# Eric Dier
Eric Jeremy Edgar Dier (født 15. januar 1994) er en engelsk fodboldspiller, der spiller for Monaco. Han spiller dertil også på det engelske landshold. 

## Opvækst
Der er for få eller ingen kildehenvisninger i denne artikel, hvilket er et problem. Du kan hjælpe ved at angive troværdige kilder til de påstande, som fremføres i artiklen.

Dier er født 15. januar 1994 i Cheltenham. Dier flyttede til Portugal fra England, da han var ti år gammel, fordi hans mor blev tilbudt et cateringjob i Portugal ved EM i 2004. Hans fodboldmæssige evner blev spottet af skolens idrætslærer Miguel Silva, som henviste ham til spejdere. I 2010 vendte hans forældre tilbage til England, mens Dier forblev i Portugal og boede på Sporting CPs akademi.
Han er barnebarn af Ted Croker, der er tidligere sekretær for Football Association og formand for Cheltenham Town. Han er også i familie med Peter Croker, der spillede professionelt i Charlton Athletic. Hans far, Jeremy Dier, er tidligere professionel tennisspiller.
Dier var som barn fan af Manchester United.

## Karriere
Dier underskrev professionelle vilkår med Sporting i april 2010. Den portugisiske klub slog Arsenal, Tottenham Hotspur, og Manchester United. Sporting solgte også 50% økonomiske rettigheder afspilleren til en tredjepart ejer, "Kvalitet Football Ireland Limited". Sporting opkøbt Dier i februar 2012 ved at sælge 50% rettigheder Filipe Chaby.

### Klubstatistik
| Klubstatistik | Klubstatistik | Klubstatistik |
| År            | Kampe         | Mål           |
| ------------- | ------------- | ------------- |
| 2012-13       | 7             | 2             |
| 2013-14       | 9             | 0             |
| 2012-13       | 15            | 1             |
| 2013-14       | 15            | 0             |
| 2014-15       | 36            | 2             |
| 2015-16       | 51            | 4             |
| 2016-17       | 48            | 2             |
| 2017-18       | 3             | 0             |
| Total         | 182           | 10            |